# LIVE FILMS ゆずイロハ
『LIVE FILMS ゆずイロハ』　（ライブ フィルムス ゆずイロハ）は、ゆずのライブビデオ。2017年12月6日にトイズファクトリーから発売。
『LIVE FILMS ゆずのみ』と同時発売。

## 概要
ベストアルバム『YUZU 20th Anniversary ALL TIME BEST ALBUM ゆずイロハ 1997-2017』を引っさげ敢行された、自身初の全国ドームツアー「YUZU 20th Anniversary DOME TOUR 2017 ゆずイロハ」から、最終日でBSスカパーで生中継された福岡ヤフオク!ドーム公演の模様を完全収録。
オープニングはのちに伊勢佐木町で収録された映像が使用されている。
前半は弾き語り、中盤以降はバンドスタイルの構成である。
ステージにはジャケット写真にも登場する「ゆず太郎」の巨大な像が登場し、LEDで色が変わったり、映像が流れる仕様のものがある。
本作品と、同時発売の『LIVE FILMS ゆずのみ』と「ゆず太郎スノードームXmas仕様」、ゆず×クリスチャンダダSPコラボレーション「20周年オリジナルMA-１」、さらにLIVEチケット「YUZU X'mas SPECIAL LIVE 2017～今夜君を迎えに行くよ～」がセットになった「ゆず　20周年記念プレミアムBOX」がファンクラブ限定で販売された。

## 演奏
- 北川悠仁：Vocal, Acoustic Guitar, Tambourine
- 岩沢厚治：Vocal, Acoustic Guitar, Harmonica
- 斎藤有太：Keyboards
- 松原マツキチ寛：Drums
- 種子田健：Bass
- 佐々木貴之：Guitar
- 大島俊一：Keyboards, Sax

## 曲リスト
1. 贈る詩
2. サヨナラバス
3. からっぽ
4. いつか
5. 月曜日の週末
6. 嗚呼、青春の日々
7. ヒカレ
8. イロトリドリ
9. 表裏一体
10. 桜会
11. アゲイン2
12. 虹
13. 20周年にちなんで ゆずイロハ 20曲メドレー
14. －いくつもの 日々を超えたよ 20年－
(with you/終わらない歌/飛べない鳥/友 〜旅立ちの時〜 /よろこびのうた/REASON/超特急/うまく言えない)
15. －路上から 思えば遠くへ 来たもんだ－
(OLA!!/シシカバブー/センチメンタル/逢いたい/いちご/Yesterday and Tomorrow/Hey和)
16. －ハモります いつでもきみは ひとりじゃない－
(スマイル/恋の歌謡日/LOVE & PEACH/友達の唄/雨のち晴レルヤ)
17. タッタ
18. 夏色
19. カナリア(EN)
20. 少年(EN)
21. 栄光の架橋(EN)
22. 愛こそ(EN)